# Heinrich Wittkamp
Heinrich Wittkamp (* 3. März 1903 in Schwelm; † 1. November 1987 in Mannheim) war ein deutscher Gewerkschafter und Politiker.

## Leben
Wittkamp war Sohn eines Schlossers. Er machte eine Schreinerlehre, schloss sich 1918 der katholischen Jugendbewegung an und trat 1920 in die christliche Gewerkschaft ein.
Von 1925 bis 1926 absolvierte er seine Wanderjahre als Schreiner und von 1927 bis 1928 studierte er an der Akademie für Arbeit in Frankfurt am Main. Ab 1928 war er als hauptamtlicher Sekretär beim Zentralverband christlicher Holzarbeiter tätig, zunächst in Saarbrücken und ab 1929 in der neu eingerichteten Bezirksstelle Mannheim, bis diese im Juni 1933 von SA besetzt und geschlossen wurde. Nach seiner Entlassung arbeitete Wittkamp bei einer Versicherungsgesellschaft. 1934 wurde Wittkamp aus politischen Gründen inhaftiert; er war Mitglied in einer katholischen Widerstandsgruppe in Mannheim, die über August Kuhn Kontakte zum Goerdeler-Kreis hatte. Weitere Mitglieder dieser Gruppe waren: Anton Ullrich, Leopold Graf, Willi Huber und August Jung. Daneben unterhielt er enge Kontakte zu Anton Sabel und Anton Storch. Von 1940 bis 1945 leistete Wittkamp Kriegsdienst bei der Luftschutzpolizei. 
1945 war Wittkamp Gründungsmitglied der CDU in Mannheim. Von 1945 bis 1949 war er als Gewerkschaftssekretär beim DGB beschäftigt. Er war Bezirksstellenleiter der Gewerkschaft Holz in Rheinland-Pfalz und schloss erste Tarifverträge ab. Dabei setzte er sich mit Nachdruck für das Prinzip der Einheitsgewerkschaft ein. 1947 reiste Wittkamp im Auftrag der Gewerkschaft nach Dresden, um dort mit den Vertretern des FDGB zu verhandeln.
Im Mai 1949 war er mit zwei weiteren Gewerkschaftsvertretern auf Einladung der US-Militärregierung zu Gast in den USA und absolvierte eine Fortbildung an der New York State School of Industrial and Labor Relations. 
Von 1946 bis 1951 war er Stadtrat für die CDU in Mannheim. Von 1949 bis 1960 war Wittkamp Geschäftsführer der Gewerkschaft Holz. 1960 gab er diese Position auf, da er sein eigenes Fortkommen in der Gewerkschaft durch die Überzahl an Sozialdemokraten verhindert sah. Von 1956 bis 1974 saß er für die CDU im Mannheimer Stadtrat, parallel dazu war er von 1962 bis 1969 Geschäftsführer der CDU Mannheim.
Heinrich Wittkamp war verheiratet und hatte 2 Kinder.

## Ehrungen
1970 erhielt Heinrich Wittkamp das Verdienstkreuz am Bande des Verdienstordens der Bundesrepublik Deutschland.
Im Juli 2014 wurde Heinrich Wittkamp als Widerstandskämpfer von der Stadt Mannheim mit der Benennung einer Straße geehrt.

## Veröffentlichungen
- Ein Beitrag zur Beseitigung der Arbeitslosigkeit. 1983. In: Dokumente zur Geschichte der Arbeiterbewegung in Mannheim: Jetzt erst recht! Edition Quadrat, 1993, S. 482 f., ISBN 978-3923003471
- Achtzig Jahre kritischer Bürger im 20. Jahrhundert. Erinnerungen aus christlich-sozialer Sicht. Stuttgart 1986, ISBN 978-3878041825.